# Ríos de la cuenca media del Guadiana y laderas vertientes
Ríos de la cuenca media del Guadiana y laderas vertientes este o arie protejată (arie specială de conservare — SAC, sit de importanță comunitară — SCI, arie de protecție specială avifaunistică — SPA) din Spania întinsă pe o suprafață de 23.877,18 ha, integral pe uscat.

## Localizare
Centrul sitului Ríos de la cuenca media del Guadiana y laderas vertientes este situat la coordonatele 38°59′17″N 4°26′42″W / 38.988°N 4.445°V.

## Înființare
Situl Ríos de la cuenca media del Guadiana y laderas vertientes a fost declarat sit de importanță comunitară în decembrie 1997 pentru a proteja 1 specie de plante și 65 de specii de animale. Alte tipuri de protecție:
- arie de protecție specială avifaunistică (în iulie 2005)[2]
- arie specială de conservare (în decembrie 2016)[1][3][4]

## Biodiversitate
Situată în ecoregiunea mediteraneană, aria protejată conține 22 de habitate naturale: Păduri de Quercus suber, Galerii de Salix alba și de Populus alba, Păduri de Olea și Ceratonia, Râuri mediteraneene cu debit permanent cu specii de Paspalo-Agrostidion și galerii riverane de Salix și de Populus alba, Pajiști umede atlantice temperate cu Erica ciliaris și Erica tetralix, Păduri de Quercus ilex și Quercus rotundifolia, Pajiști umede mediteraneene cu ierburi înalte de Molinio-Holoschoenion, Tufărișuri termo-mediteraneene și de pre-deșert, Pante stâncoase silicioase cu vegetație casmofită, Galerii și tufărișuri riverane sudice (Nerio-Tamaricetea și Securinegion tinctoriae), Păduri iberice de Quercus faginea și Quercus canariensis, Dehesas cu Quercus spp. perene, Iazuri temporare mediteraneene, Grohotișuri termofile și vest-mediteraneene, Cursuri de apă de la nivel de câmpie la nivel montan, cu vegetație Ranunculion fluitantis și Callitricho-Batrachion, Păduri de stejar galițio-portugheze cu Quercus robur și Quercus pyrenaica, Păduri termofile cu Fraxinus angustifolia, Pseudostepă cu ierburi și specii anuale de Thero-Brachypodietea, Pajiști uscate europene, Formațiuni riverane pe cursurile de apă mediteraneene cu debit intermitent, cu specii de Rhododendron ponticum, Salix și altele, Lacuri eutrofice naturale cu vegetație de tip Magnopotamion sau Hydrocharition, Pajiști cu Molinia pe soluri calcaroase, turboase sau argilos-nămoloase (Molinion caeruleae).
La baza desemnării sitului se află mai multe specii protejate:
- plante (1): Narcissus fernandesii
- păsări (47): fluierar de munte (Actitis hypoleucos), vulturul negru (Aegypius monachus), pescăruș albastru (Alcedo atthis), rață lingurar (Anas clypeata), rață pitică (Anas crecca), rață mare (Anas platyrhynchos), rață pestriță (Anas strepera), Aquila adalberti, acvilă de munte (Aquila chrysaetos), stârc cenușiu (Ardea cinerea), rață-cu-cap-castaniu (Aythya ferina), buha (Bubo bubo), Bubulcus ibis,  prundaș gulerat mic (Charadrius dubius), barză albă (Ciconia ciconia), barză neagră (Ciconia nigra), șerpar (Circaetus gallicus), erete de stuf (Circus aeruginosus), dumbrăveancă (Coracias garrulus), egretă mică (Egretta garzetta), Elanus caeruleus, lișiță (Fulica atra), becațină comună (Gallinago gallinago), găinușă de baltă (Gallinula chloropus), ciovlica roșcată (Glareola pratincola), vulturul pleșuv sur (Gyps fulvus), Hieraaetus fasciatus, acvilă pitică (Hieraaetus pennatus), piciorong (Himantopus himantopus), stârc pitic (Ixobrychus minutus), prigoare (Merops apiaster), gaia neagră (Milvus migrans), gaia roșie (Milvus milvus), vultur egiptean (Neophron percnopterus), stârc de noapte (Nycticorax nycticorax), viespar (Pernis apivorus), cormoran mare (Phalacrocorax carbo), corcodel mare (Podiceps cristatus), cristei de baltă (Rallus aquaticus), sitar de pădure (Scolopax rusticola), turturică (Streptopelia turtur), silvie de tufiș (Sylvia undata), corcodel mic (Tachybaptus ruficollis), fluierar cu picioare verzi (Tringa nebularia), fluierarul de zăvoi (Tringa ochropus), fluierarul cu picioare roșii (Tringa totanus), nagâț (Vanellus vanellus)
- amfibieni (1): Discoglossus galganoi
- mamifere (8): vidră de râu (Lutra lutra), râs iberic (Lynx pardinus), liliac cu aripi lungi (Miniopterus schreibersii), liliac comun (Myotis myotis), liliacul mediteranean cu potcoavă (Rhinolophus euryale), liliacul mare cu potcoavă (Rhinolophus ferrumequinum), liliacul mic cu potcoavă (Rhinolophus hipposideros), liliacul cu potcoavă a lui méhely (Rhinolophus mehelyi)
- nevertebrate (1): Unio tumidiformis
- pești (6): Anaecypris hispanica, Cobitis paludica, Luciobarbus comizo, Pseudochondrostoma willkommii, Rutilus alburnoides, Rutilus lemmingii
- reptile (2): țestoasa de baltă (Emys orbicularis), Mauremys leprosa

Pe lângă speciile protejate, pe teritoriul sitului au mai fost identificate 14 specii de plante, 1 specie de amfibieni, 1 specie de mamifere, 2 specii de nevertebrate, 1 specie de pești.